# Gloria Estefan
Gloria María Milagrosa Fajardo García (La Habana, 1 de septiembre de 1957), conocida artísticamente como Gloria Estefan, es una cantante, compositora, actriz, productora y empresaria cubana. Ha vendido más de 100 millones de producciones musicales en todo el mundo, lo que la convierte en una de las cantantes femeninas con mayores ventas de todos los tiempos. Estefan ha ganado tres premios Grammy y cinco premios Grammy latinos, recibió la Medalla Presidencial de la Libertad y ha sido nombrada como una de las cien mejores artistas de todos los tiempos por VH1. Por otra parte, el diario británico The Sun la ubicó en el puesto número 13 de las 50 cantantes que jamás serán olvidadas.
Como contralto, Estefan comenzó su carrera como cantante principal de Miami Latin Boys, que luego pasó a llamarse Miami Sound Machine. Ella y Miami Sound Machine obtuvieron éxito mundial con su sencillo «Conga» de 1985, que se convirtió en la canción insignia de Estefan y llevó a Miami Sound Machine a ganar el 15.º gran premio anual del Festival de Música de Tokio en 1986. En 1988, ella y Miami Sound Machine lograron su primer éxito número uno con «Anything for You». A Estefan se le atribuye ser la artista latinoamericana que sentó las bases para toda una generación de cantantes latinos en el panorama musical a nivel anglosajón, incluidos Selena, Jon Secada, Shakira y Ricky Martin.
En marzo de 1990, Estefan sufrió una fractura de vértebras cervicales que puso en riesgo su vida cuando su autobús de gira estuvo involucrado en un grave accidente cerca de Scranton, Pensilvania. Se sometió a una estabilización quirúrgica de emergencia de su columna cervical y rehabilitación posquirúrgica que duró casi un año, pero se recuperó por completo. Un año después, en marzo de 1991, Estefan lanzó su regreso con una gira mundial y un álbum: Into the Light.
El álbum en español de 1993 de Estefan, Mi tierra, ganó el primero de sus tres premios Grammy al mejor álbum latino tropical. Mi Tierra se elevó inmediatamente a la cima de la lista Top Latin Albums de Billboard tras su lanzamiento. El disco fue también el primer disco de diamante en España.
Muchas de las canciones de Estefan, incluyendo «Rhythm Is Gonna Get You», «1-2-3», «Don't Wanna Lose You», «Get On Your Feet», «Here We Are», «Coming Out of the Dark», «Bad Boy», «Oye!», «Party Time» y una nueva versión de «Turn the Beat Around» se convirtieron en éxitos internacionales.
Además de ganar tres premios Grammy y recibir la Medalla Presidencial de la Libertad en 2015, Estefan recibió una estrella en el Paseo de la Fama de Hollywood y el Paseo de la Fama de Las Vegas, también recibió los Kennedy Center Honors en 2017 por su aportes a la vida cultural estadounidense. Estefan también ganó un MTV Video Music Award, fue honrada con el American Music Award for Lifetime Achievement y ha sido nombrada Compositor del Año por BMI. Fue incluida en el Salón de la Fama de los Compositores y ha recibido múltiples premios Billboard.
Billboard ha incluido a Estefan como la tercera latina más exitosa y el 23.er artista latino más grande de todos los tiempos en los Estados Unidos, según la lista de álbumes latinos y canciones latinas. Aclamada como la «Madre del pop latino» por los medios, ha acumulado treinta y ocho éxitos número uno en las listas de Billboard, incluidas quince canciones que encabezan las listas en la lista Hot Latin Songs, siendo la artista femenina con más #1 en esa lista. Rolling Stone ha clasificado su éxito de 1985 «Conga» como la undécima mejor canción pop latina de todos los tiempos. Richard Blanco, el poeta inaugural presidencial de 2013, le dijo a The Boston Globe en 2020 que Estefan se encuentra entre los cantantes latinos que lo ayudaron a ganar terreno «en la poesía musical de mi cultura y rejuvenecer mi espíritu».

## Biografía
Gloria Estefan (de soltera Fajardo García) nació como Gloria María Milagrosa Fajardo García en La Habana, Cuba el 1 de septiembre de 1957 de los padres José Fajardo (1933-1980) y Gloria García (1930-2017). Los abuelos maternos de Estefan eran inmigrantes españoles. Su abuelo materno, Leonardo García, emigró a Cuba desde Pola de Siero, Asturias, España, donde se casó con la abuela de Gloria, Consuelo Pérez, originaria de Logroño, España. El padre de Consuelo, Pantaleón Pérez, se desempeñó como jefe de cocina de dos presidentes cubanos. El lado paterno de Estefan también tenía sensibilidades musicales, ya que el linaje tenía un famoso flautista y un pianista clásico.
La madre de Estefan, Gloria Fajardo (apodada «Big Gloria»), ganó un concurso internacional durante su infancia y recibió una oferta de Hollywood para doblar las películas de Shirley Temple al español. Sin embargo, Leonardo García no permitió que su hija continuara con la oferta. Gloria Fajardo obtuvo un Ph.D. en educación en Cuba pero fue destruido a su llegada a los Estados Unidos.
Los abuelos paternos de Estefan fueron José Manuel Fajardo González y Amelia Montano. José Manuel fue soldado cubano y escolta motorizada de la esposa del dictador cubano Fulgencio Batista, y Amelia Montano fue poeta. Como resultado de la Revolución Cubana, la familia Fajardo huyó y se estableció en Miami, Florida en 1959, y administró uno de los primeros restaurantes cubanos en la ciudad. En 1961, el padre de Estefan, José, participó en la fallida invasión de Bahía de Cochinos. Fue capturado por su primo, que era miembro del ejército de Fidel Castro, y encarcelado en Cuba durante casi dos años. A su regreso, se unió al ejército de los Estados Unidos y luchó en la guerra de Vietnam.
Después de regresar de la guerra de Vietnam en 1968, el padre de Estefan enfermó de esclerosis múltiple, atribuida a la exposición al Agente Naranja que sufrió en Vietnam. Estefan ayudó a su madre a cuidar de él y de su hermana menor Rebecca, apodada «Becky» (n. 1963), mientras su madre trabajaba para mantenerlos. Gloria Fajardo primero tuvo que recuperar sus credenciales de enseñanza, luego trabajó como maestra de escuela para el sistema de Escuelas Públicas del Condado de Dade. Cuando Estefan tenía nueve años, alegó que un profesor de música contratado para enseñarle lecciones de guitarra abusó sexualmente de ella. Ella alegó que el hombre le dijo que mataría a su madre si le contaba a alguien sobre el abuso. Estefan le dijo a su madre, quien alertó a la policía de la acusación; no se presentaron cargos debido al trauma adicional que ella sintió que sufriría Estefan como resultado de testificar contra el perpetrador. Cuando Estefan tenía 16 años, la enfermedad de su padre lo llevó a ser hospitalizado en un centro médico de la Administración de Veteranos.
Estefan se convirtió en ciudadana naturalizada de los Estados Unidos en 1974 bajo el nombre de Gloria Fajardo García.

### Educación
Estefan se crio como católica y asistió a la Our Lady of Lourdes Academy en Miami, donde fue miembro de la Sociedad Nacional de Honor.
Estefan asistió a la Universidad de Miami en Coral Gables, Florida, donde se graduó en 1979 con un B.A. en psicología y un minor en francés. Mientras asistía a la Universidad de Miami, Estefan también trabajó como traductora de inglés, español y francés en el Departamento de Aduanas del Aeropuerto Internacional de Miami y, debido a sus habilidades lingüísticas, dice que la CIA se le acercó una vez como posible empleada. En 1984, fue incluida en la Iron Arrow Honor Society, el honor más alto otorgado por la Universidad de Miami.

## Miami Sound Machine & Gloria Estefan

### Primeros años
En 1975, Estefan y su prima Mercedes «Merci» Navarro (1957-2007) conocieron a Emilio Estefan, Jr. mientras actuaban en un ensayo de un conjunto de la iglesia. Emilio, quien había formado la banda Miami Latin Boys a principios de ese año, se enteró de Estefan a través de un conocido en común. Mientras los Miami Latin Boys se presentaban en una boda cubana en el Dupont Plaza Hotel, Estefan y Navarro, invitados a la boda, interpretaron improvisadamente dos estándares cubanos. Impresionaron tanto a los Miami Latin Boys que fueron invitados a unirse a la banda de forma permanente y el nombre de la banda cambió a Miami Sound Machine. Estefan, quien en ese momento asistía a la Universidad de Miami, solo accedió a actuar durante los fines de semana para que sus estudios no fueran interrumpidos.
En 1977, el grupo lanzó su primer álbum titulado Renacer/Live Again, con el que consiguieron su primer éxito titulado «Renacer». En 1981 publicaron Otra vez, en 1982 Rio, donde aparece la canción "Dingui-Li-Bangue" (del brasileño Wilson Simonal del año 1973), con la que se dieron a conocer masivamente en Sudamérica y con la cual abren su presentación en el Festival de Viña del Mar en Chile (versión año 1983) y en 1983 A toda máquina. En 1984 salió el disco Eyes of Innocence. El álbum vendió un millón de copias. La Miami Sound Machine había decidido abrirse a una audiencia mucho más amplia con su primer álbum inglés. El álbum recuperaba un tema del trabajo anterior que iba a convertirse en el sencillo de gran éxito de baile del año, "Dr. Beat".
En 1985 lanzó Primitive Love de donde salió el tema «Conga». El álbum vendió 5 millones de copias. Gracias a este álbum Gloria ganó dos premios American Music. En 1986 Gloria grabó la canción «Suave» para la película Cobra, y «Hot Summer Nights» para Top Gun. En ese año recibieron tres premios Billboard, en las categorías Top New Pop Artist, Top Adult Contemporary por «Words Get in the Way» y Top Pop Singles Artist. En Japón obtuvieron el primer premio en la Feria Anual de Música de Tokio por el tema «Conga». 
En 1987 se lanzó Let It Loose. Obtuvo el puesto 101 entre los mejores discos de la historia realizados por una artista femenina. El primer sencillo fue «Betcha Say That», el cual alcanzó la posición n.º 36 del Billboard Hot 100. El sencillo «Can't Stay Away From You», alcanza la tercera posición en el Billboard Hot 100. En enero de 1989, fueron premiados con un American Music Award como Mejor Grupo. A principios de ese mismo año surgió un proyecto en colaboración con el cantante Plácido Domingo en el del musical «Goya... A Life In Song».

## Carrera como solista

### Cuts Both Ways
Gloria inicia su carrera como solista sacando su primer disco Cuts Both Ways. El álbum tuvo éxito comercial, logrando vender más de 24 millones de copias a nivel mundial. El primer sencillo: «Don't Wanna Lose You», obtuvo popularidad llegando a ocupar la posición n.º 1 en el Billboard Hot 100 durante dos semanas. Otros sencillos como «Cuts Both Ways», «Get on Your Feet» y «Oye mi Canto» ocuparon los primeros lugares en el Billboard Adult Contemporary. También en 1989 inició el Get On Your Feet World Tour visitando Canadá, Japón y Reino Unido. Se planeó también incluir en la gira a Estados Unidos y Australia, pero en 1990 en Pensilvania, tuvo un accidente cuando un tractor se estrelló contra el autobús en el que viajaba. El accidente estuvo a punto de costarle la vida y le supuso graves lesiones en la espalda de las que se recuperó lentamente.

Entretanto, su discográfica preparó una compilación titulada Éxitos de Gloria Estefan, que incluyó temas en: español, inglés y portugués («Toda Pra Você»), versión en ese idioma de su tema («Here We Are»).

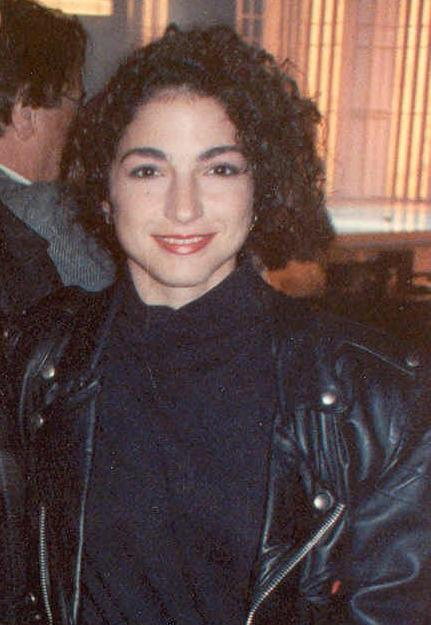
Gloria Estefan en los Premios Grammy del año 1990.

### Into the Light
Después de una recuperación lenta, Gloria regresó a su carrera como solista lanzando su segundo disco titulado Into the Light. El sencillo «Coming Out of the Dark», se posicionó como número uno en el Billboard Hot 100, logrando así su tercer número en los Estados Unidos. Después se publicaron los sencillos «Can't Forget You» y «Live for Loving You». En 1991 inicia un tour para promocionar el álbum, titulado Into The Light World Tour, visitando países como: Estados Unidos, Reino Unido, Japón, Países Bajos, España, Alemania, Australia, Tailandia, Malasia, Filipinas y países en América Latina. El álbum logró vender más de 15 millones de copias.

### 1992-1993:Greatest HitsyMi tierra
En 1992 Gloria publicó una recopilación de sus éxitos durante los años 80. El primer sencillo fue «Megamix». Además de los 10 éxitos que incluía la edición global, se encontraban cuatro nuevas canciones: «Christmas Through Your Ryes», «I See Your Smile», «Go Away». La última canción nueva del álbum fue «Always Tomorrow». El álbum vendió 4 millones de copias en los Estados Unidos y más de 10 millones de copias en el resto del mundo.
El 22 de junio de 1993 se publicó el primer álbum en español de Gloria Estefan titulado Mi tierra, en el cual reunió los estilos musicales latinos y cubanos de los años 50, se convirtió en el álbum en español más vendido de la historia esto por vender más de 13 millones de copias en todo el mundo. En España logró su primer n.º 1. El álbum logró vender más de 1 000 000 de copias, siendo uno de los discos más vendidos en la historia de este país. De 1993 data también Christmas through Your Eyes, producido por Phil Ramone, su único disco navideño.

### 1994-1995:Hold Me, Thrill Me, Kiss Me
En 1994 volvió a cantar en inglés con el álbum Hold Me, Thrill Me, Kiss Me. El disco constaba de las canciones favoritas de Gloria Estefan de los años 70. «Turn the Beat Around» y «Everlasting Love», ocuparon la posición n.º 1 en Billboard Hot Dance Music, y fueron número 10 y número 27 respectivamente en el Hot 100 de los Billboard norteamericanos. la canción «Turn the Beat Around», fue incluida en la banda sonora de la película The Specialist, protagonizada por Silvester Stallone y Sharon Stone. Además, Emilio Estefan, su esposo, fue productor musical de esta cinta. El álbum también contó con los sencillos «Cherchez la femme» así como «It's Too Late».
El álbum vendió 2 millones de copias en Estados Unidos, en Reino Unido el álbum superó las 600 000 copias, siendo certificado doble disco de platino.  En ese mismo año Gloria Estefan dio a luz a su segunda hija, Emily Marie.
El 26 de septiembre de 1995 se publicó Abriendo puertas, su segundo álbum en castellano, que incluyó aires de música colombiana como vallenato, cumbia, currulao, entre otros, mezclados con música tropical caribeña. El propósito de este álbum, según la artista, era mostrar las tradiciones y las celebraciones latinas y también una celebración a la vida. El sencillo «Abriendo puertas» fue n.º 1 en España. La balada «Más allá» fue interpretada por Gloria Estefan para el papa Juan Pablo II, convirtiéndose en la primera estrella pop en ser invitada a un evento de ese tipo, como parte de un espectáculo gigantesco organizado para festejar el cincuentenario de la ordenación sacerdotal del Pontífice.
Gloria Estefan obtuvo su segundo Grammy en la categoría "Best Latin Tropical Album". El álbum vendió más de 10 millones de copias.

### 1996-1999:Destiny, Evolution World Toury varios proyectos
En 1996 se publicó Destiny. La canción «Reach», ocupó la posición n.º 2 en el Billboard Hot Dance Singles y fue nominado a un Premio Grammy como "Mejor canción pop interpretada por voz femenina". El tema fue versionado en castellano con el título de «Puedes llegar», en el cual Estefan fue respaldada por los talentos de Ricky Martin, José Luis Rodríguez "El Puma", Plácido Domingo, Carlos Vives, Patricia Sosa, Jon Secada, Julio Iglesias, Roberto Carlos y Alejandro Fernández. Esta canción fue tema oficial de las Olimpiadas de ese año, celebradas en la ciudad estadounidense de Atlanta. El álbum vendió más de 8 millones de copias alrededor del mundo.
Ese mismo año inició la gira The Evolution World Tour, visitando países como Estados Unidos, Reino Unido, Alemania, Francia, España, Italia, Países Bajos, Japón, Australia y Sudáfrica. Esta gira es la más larga en la carrera de Gloria Estefan.
En este año Gloria Estefan comienza la grabación de muchas de sus canciones favoritas de los años setenta, junto con una canción inédita; «Don't Let This Moment End», mas esta canción causó tanto impacto entre sus seguidores que Gloria Estefan decidió grabar todo un álbum disco. De ahí nace el concepto del álbum Gloria!, y de la remezcla entre las canciones ya grabadas por Gloria Estefan nace «The 70's Moment Medley», luego incluida en el maxi-single de «Don't Let This Moment End». También para publicitar el nuevo álbum, surge el Gloria! HITMIX, una mezcla entre varias canciones dance de Gloria Estefan desde 1991 hasta 1996. En ese mismo año Gloria graba «En el jardín», en colaboración con Alejandro Fernández. También se publica la recopilación The Best Of Gloria Estefan, solo en Francia.
En 1998, Gloria Estefan publicó uno de sus discos más destacados de toda su carrera: Gloria! Las canciones «Cuba Libre», «Oye!» y «Don't Stop», fueron nominadas a Grammys como "Mejor canción", "Mejor vídeo" y "Mejor interpretación". «Heaven's what I feel» llegó a la posición n°10 en el Billboard Adult Contemporary y n°27 en el Billboard Hot 100. «Oye», se posicionó en el n.º 1 en el Billboard Hot Dance Singles. Gloria ganó un American Music Award por este disco. El álbum logró obtener certificación de disco de oro en los Estados Unidos por más de 500 000 copias vendidas. En Canadá, el álbum logra vender más de 100 000 copias, siendo certificado disco de platino.
Ese año Gloria Estefan participó en el especial de VH1's Divas junto a cantantes como Celine Dion, Shania Twain, Mariah Carey y Aretha Franklin.

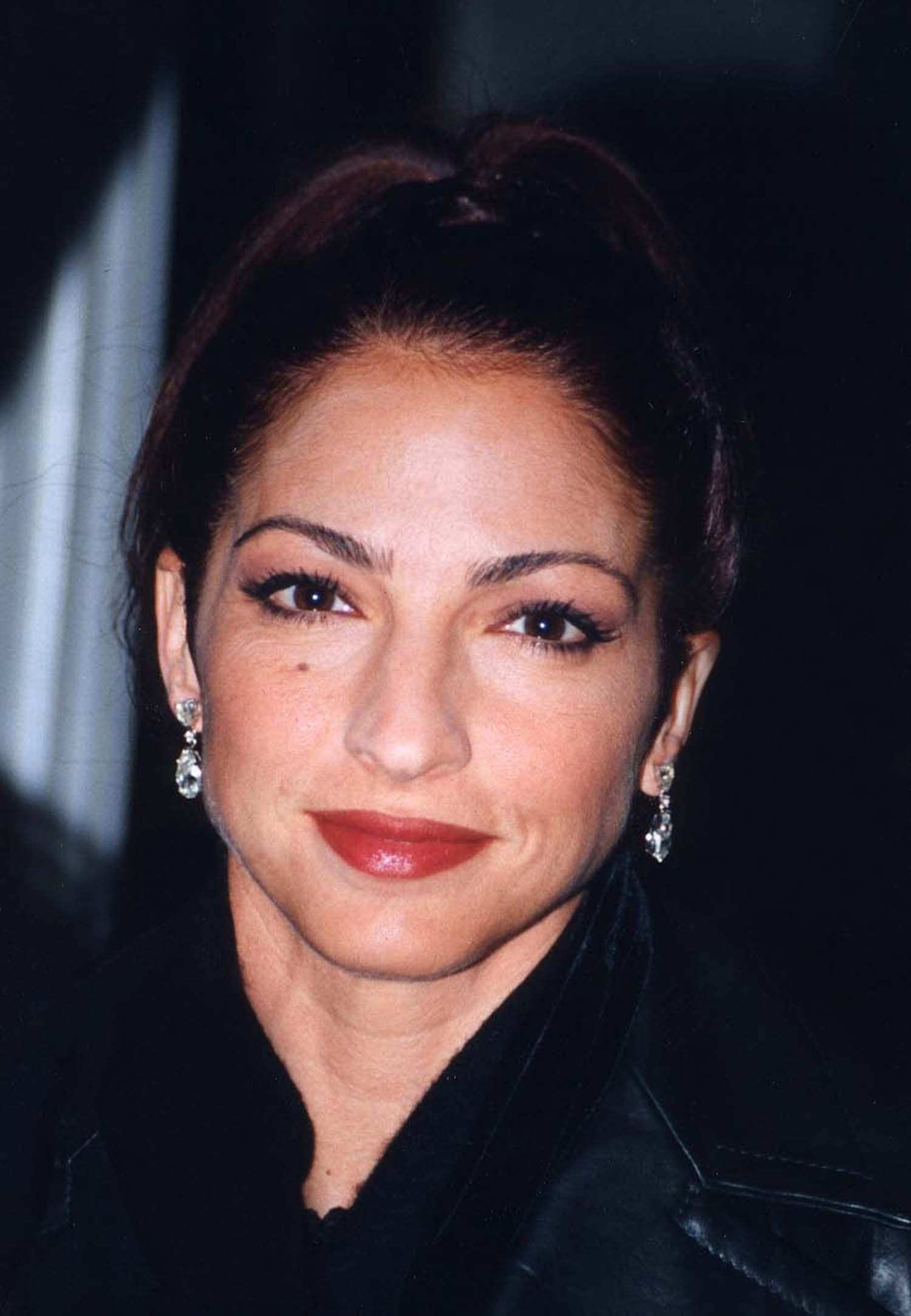
Gloria Estefan en agosto de 2001.

### 2000-2002:Alma caribeñayGreatest Hits VOL.2
En el año 2000, Gloria Estefan publicó su noveno álbum de estudio como solista, titulado Alma caribeña, cuya canción «No me dejes de querer» ganó un Grammy Latino al Mejor Vídeo Musical. Además, la canción llegó a la posición n.º 77 del listado Billboard Hot 100. Con la canción «Cómo me duele perderte», Gloria Estefan consigue un éxito radial. También ganó gracias a este disco un premio "American Music Awards, Award of Merit" y un Grammy anglosajón. En este disco, Gloria Estefan, realizó duetos con cantantes tales como Celia Cruz y José Feliciano.
El álbum vendió 6 500 000 copias a nivel mundial, 500 000 de ellas en los Estados Unidos, siendo certificado disco de oro por la RIAA.
El 10 de septiembre de 2001, fue parte de los artistas invitados al concierto de los 30 años de carrera musical del cantante estadounidense Michael Jackson, donde interpretó la canción "I Just Cant Stop Loving You" del mismo, a dúo con James Ingram.
En diciembre del año 2002, se publicó un álbum recopilatorio titulado Greatest Hits VOL.2, que incluía sus éxitos en inglés desde 1993 hasta 1999. Tiene tres canciones inéditas: «You Can't Walk Away From Love», «Out Of Nowhere», «I Got No Love» (la única canción R&B de Gloria Estefan) e «Y-tu-conga», una remezcla de «Conga» combinada con otros éxitos.

### 2003:Unwrapped
En 2003 se publicó Unwrapped. Se decía que este sería el último disco de la cantante ya que se retiraba de los escenarios. El disco debutó en la posición n.º 39 de Billboard 200. Los sencillos compuestos por el cantautor peruano Gian Marco; «Hoy» y «Tu fotografía», ocuparon la primera posición en el Billboard Hot Latin Tracks. La versión en inglés de «Hoy», «Wrapped», ocupó el puesto n.º 37 en el Billboard Adult Contemporany, también la canción fue nominada al Grammy "Mejor Vídeo", el vídeo de «Wrapped» se realizó en Machu Picchu y Chincheros en Cusco (Perú). El sencillo «Tu fotografía», llegó a la posición n.º 1 en el Billboard Hot Latin Tracks y la versión en inglés de esta, «Your picture», llegó al n.º 20 del Billboard Hot 100.
Gloria Estefan realizó su última gira de despedida titulada Live & Re-wrapped Tour en Estados Unidos finalizando en Miami en 2004. El álbum logró certificar disco de oro en España, por lograr vender más de 50 000 copias. Por otra parte en Suiza, el álbum logra certificar disco de platino, por ventas superiores a 40 000.

## Regreso a la escena musical

### 2007-2010: Vuelta con90 millasy World Tour

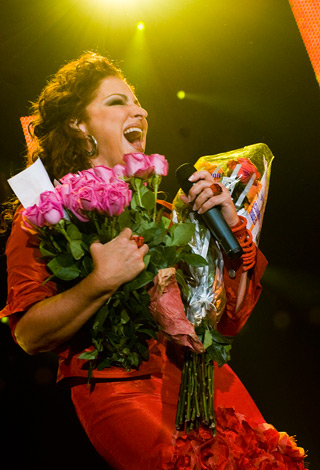
Gloria Estefan en 2008 durante un concierto.

90 millas, lanzado al mercado el 18 de septiembre de 2007, está grabado completamente en español. Producido por Emilio Estefan y Gaitan Bros (Gaitanes), y compuesto por Emilio Estefan, Gloria Estefan, Ricardo Gaitán y Alberto Gaitán. El título alude a la distancia entre Miami y Cuba. Salió al mercado el primer sencillo llamado «No llores», La canción se posicionó en los Estados Unidos en las categorías latinas de Billboard. El álbum logró posicionarse número en los Países Bajos. En Estados Unidos se ubicó en el n.º 25 en la lista de Billboard 200, vendiendo 25 000 unidades en su primera semana. En España debutó en el n.º 3 y se le concedió disco de oro por sus altas ventas. En 2008, 90 millas ganaría dos Latin Grammy. El primero por Mejor Álbum Contemporáneo, y el segundo por Mejor canción tropical, con el sencillo «Píntame de colores». Vendió más de 4 millones de copias.
Posterior al lanzamiento del disco, a fines de 2008, Estefan realizó un tour mundial que abarco países de Europa y América, el tour finalizó a finales del año 2009. Estefan se presentó en 16 países a lo largo del tour.

### 2011-2012:Miss Little Havana
Este álbum fue realizado junto con Pharrell Williams, quien lo describe como un álbum muy "dance". En junio de 2011 sacó su primer sencillo: «Wepa», que fue n.º 1 en la lista Hot Dance/Club Play Songs de Billboard, el 27 de septiembre de 2011 se lanzó el álbum. El segundo sencillo es titulado «Hotel nacional». que llegó a la posición número 1 en tres listas de Billboard, las cuales fueron: Hot dance club play song, Hot latin track y Tropical hot latin. Vendió más de 2,5 millones de copias.

### 2013-2014:The Standards
Sony Masterworks editó The Standards, la nueva producción de Gloria Estefan, el 10 de septiembre de 2013. Conmemorando las grandes melodías del Cancionero Americano, The Standards procurará llegar a los aficionados de Estefan en todo el mundo, a través de clásicos con renombre internacional, cantados en inglés, español, italiano, portugués y francés, con algunas letras renovadas, escritas por ella misma. La lista de los temas corresponden a letras que fueron publicadas "entre los (años) veinte y cincuenta, en los que se utilizaba el doble sentido porque no era muy común hablar abiertamente sobre el amor y la sensualidad".
| "Este álbum trae todo punto de partida para mí!. Las canciones fueron elegidas por mi corazón y lo que siento. Quería hacer un álbum sin una nota extraña, con una norma de la música por lo que sería suficiente para expresar la emoción de la canción Miss Little Havana |

Estas canciones fueron grabadas por completo con talentosos músicos dedicados a la música de este género, una obra completa de una orquesta se utiliza para el proceso de grabación. Algunas de las colaboraciones incluidas en el álbum cuentan con artistas como Laura Pausini, Joshua Bell y Dave Koz.
Estefan también compuso letra en español para «Sonríe/Smile», en la que canta a dúo con Laura Pausini en español, italiano e inglés. La grabación de esta canción fue inspirada principalmente por las versiones de Michael Jackson y Natalie Cole.
Para la promoción, se realizó un tour en Europa, en el mes de octubre, para ofrecer conciertos en Londres (más específicamente en el Royal Albert Hall), Países Bajos, Bélgica, Alemania y España, para presentar The Standards, además de conciertos en Estados Unidos. El álbum logró debutar en la posición n.º 20 en Billboard 200.

### 2020-presente:Brazil305
El 13 de agosto de 2020, Estefan volvió a lanzar un álbum de estudio, esta vez, de nombre Brazil305, bajo el sello discográfico Sony Masterworks y con la producción de su esposo Emilio Estefan. El álbum constó de dieciocho sencillos, de los cuales, catorce, son versiones nuevas de los clásicos de su carrera. La recepción del álbum fue muy positiva. El álbum ganó el Premio Grammy latino 2021 al mejor álbum tropical contemporáneo.

## Vida personal

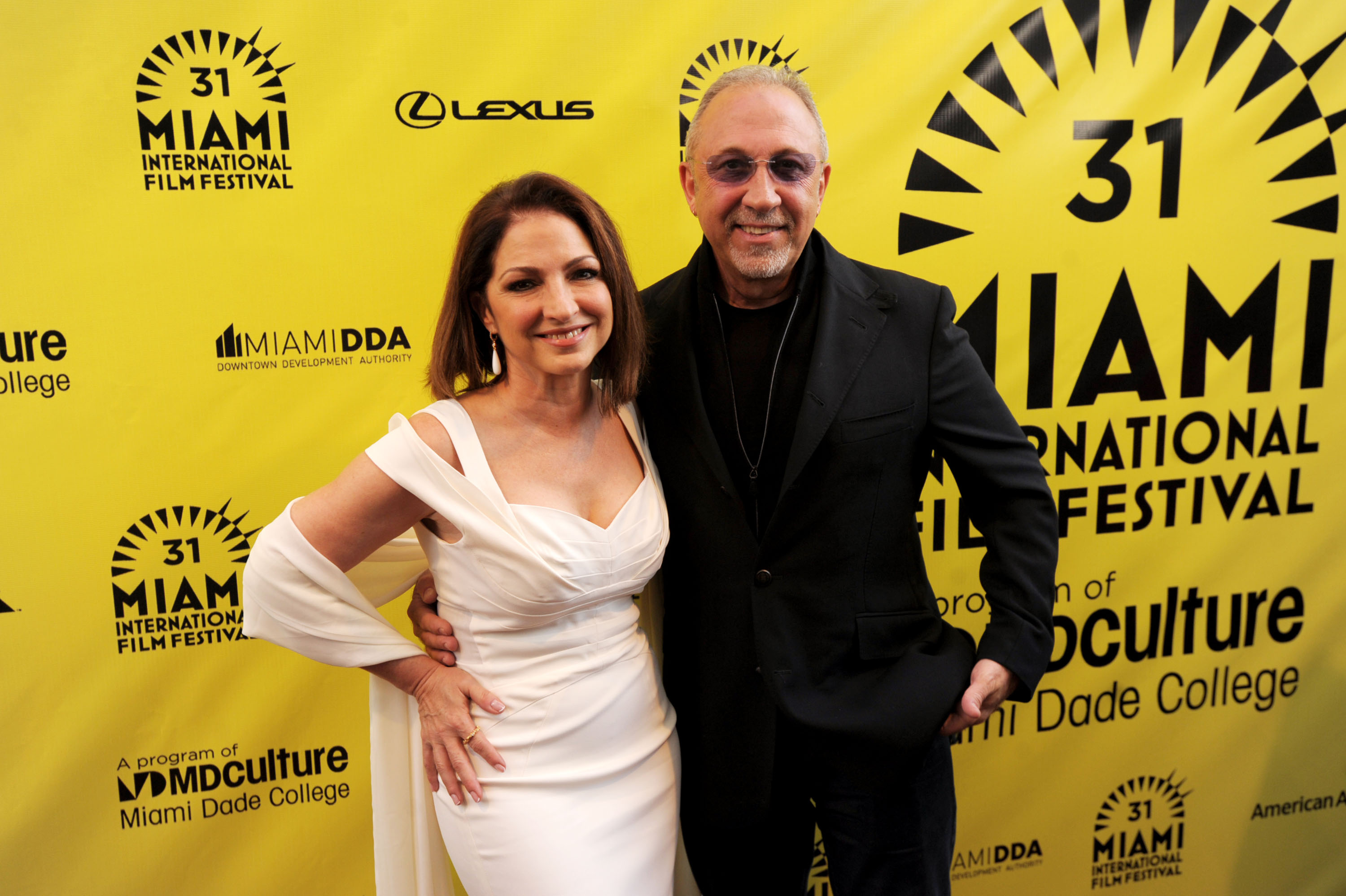
Gloria y Emilio Estefan en el Festival Internacional de Cine en Miami en 2014.

Estefan se involucró sentimentalmente con el líder de la banda de Miami Sound Machine, Emilio Estefan, en 1976. Más tarde reveló que «él fue mi primer y único novio». Se casaron el 2 de septiembre de 1978 y tienen un hijo, Nayib (nacido el 2 de septiembre de 1980), y una hija, Emily (nacida el 5 de diciembre de 1994). Emily fue concebida después del devastador accidente del autobús de gira de Gloria en 1990; los médicos le dijeron que no podría tener más hijos. La familia vive en Star Island.
La hija de Estefan, Emily, es artista discográfica y su hijo, Nayib, es un aspirante a cineasta y propietario del Nite Owl Theatre de Miami. En junio de 2012, Estefan se convirtió en abuela.

## Discografía

### Álbumes de estudio
- 1989: Cuts Both Ways
- 1991: Into the Light
- 1993: Mi tierra
- 1993: Christmas through Your Eyes
- 1994: Hold Me, Thrill Me, Kiss Me
- 1995: Abriendo puertas
- 1996: Destiny
- 1998: Gloria!
- 2000: Alma caribeña
- 2003: Unwrapped
- 2007: 90 millas
- 2011: Miss Little Havana
- 2013: The Standards
- 2025: Raíces

### Recopilaciones
- 1993: Gloria Estefan Greatest Hits
- 1997: Best of Gloria Estefan
- 2002: Gloria Estefan Greatest Hits vol. 2
- 2006: The Essential Gloria Estefan
- 2010: The Essential Gloria Estefan 3.0
- 2020: Brazil305

## Premios y reconocimientos
Estefan posee una estrella en el Paseo de la Fama de Hollywood.
En noviembre de 2015 fue galardonada con la Medalla de la Libertad máximo reconocimiento civil de Estados Unidos.
La revista de medición musical Billboard catalogó a Gloria Estefan en dos de sus rankings, por la celebración de los 60 años de historia que ha tenido la revista, apareciendo en el número 54 de los mejores artistas de todos los tiempos, siendo la única latina que aparece en este listado, y número 18 entre las mejores 100 artistas (femeninas), que han conseguido estar semanas en la tabla de posiciones musicales de Estados Unidos. 
En 2017, el Gobierno de España le concedió la Medalla de Oro de las Bellas Artes.
En 2023, ingresó en el Salón de la Fama de los Compositores, siendo la primera mujer hispana en obtener este reconocimiento.
| Año  | Premiación                    | Categoría                             | Trabajo nominado                      | Ref.      |
| ---- | ----------------------------- | ------------------------------------- | ------------------------------------- | --------- |
| 1989 | Premio Lo Nuestro             | Mejor Grupo/pop balada                | Gloria Estefan & Miami Sound Machine  | [81]      |
| 1989 | Premio Lo Nuestro             | Mejor Crossover del año               | Gloria Estefan & Miami Sound Machine  | [81]      |
| 1990 | American Music Awards         | Mejor artista latina                  | Ella misma                            |           |
| 1990 | MTV Video Music Awards        | Elección del espectador internacional | «Oye mi canto»                        | [82]      |
| 1992 | Premio Lo Nuestro             | Premio a la excelencia                | Ella misma                            | [83]      |
| 1994 | Premios Grammy                | Mejor álbum tradicional tropical      | Mi tierra                             | [84]      |
| 1994 | Billboard Music Awards        | Mejor artista latina                  | Ella misma                            | [85]      |
| 1994 | Billboard Music Awards        | Mejor canción latina                  | «Mi tierra»                           | [85]      |
| 1994 | Premios Lo Nuestro            | Mejor artista femenina pop            | Ella misma                            | [86]      |
| 1994 | Premios Lo Nuestro            | Mejor álbum tropical                  | Mi tierra                             | [86]      |
| 1994 | Premios Lo Nuestro            | Artista femenina tropical             | Ella misma                            | [86]      |
| 1994 | Premios Lo Nuestro            | Mejor canción tropical                | «Mi tierra»                           | [86]      |
| 1994 | Billboard Latin Music Awards  | Mejor artista tropical/salsa          | Ella misma                            | [87]      |
| 1994 | Billboard Latin Music Awards  | Álbum tropical del año                | Mi tierra                             | [87]      |
| 1994 | Billboard Latin Music Awards  | Canción tropical del año              | «Mi tierra»                           | [87]      |
| 1995 | Premios Orgullosamente Latino | Artista femenina del año              | Ella misma                            |           |
| 1995 | Premios Orgullosamente Latino | Canción del año                       | «Abriendo puertas»                    |           |
| 1995 | Billboard Music Awards        | Mejor álbum tropical                  | Mi tierra                             | [88]      |
| 1995 | Billboard Music Awards        | Mejor artista tropical/salsa          | Ella misma                            | [88]      |
| 1996 | Premio Lo Nuestro             | Artista femenina pop                  | Ella misma                            |           |
| 1996 | Premio Lo Nuestro             | Artista femenina tropical             |                                       |           |
| 1996 | Premio Lo Nuestro             | Mejor canción tropical                | «Abriendo puertas»                    |           |
| 1996 | Premio Lo Nuestro             | Mejor álbum Tropical                  | Abriendo puertas                      |           |
| 1996 | Premios Orgullosamente Latino | Artista femenina del año              | Ella misma                            |           |
| 1996 | Premios Orgullosamente Latino | Álbum del año                         | Abriendo puertas                      |           |
| 1996 | Premios Grammy                | Mejor álbum tradicional tropical      | Abriendo puertas                      | [89][90]  |
| 1997 | Premios American Music        | Mejor artista latina                  | Ella misma                            |           |
| 1999 | Premios BMI Latino            | Premio a la composición               | «Corazón prohibido»                   | [91]      |
| 2000 | Premios BMI Latino            | Premio a la composición               | «Oye!»                                | [92]      |
| 2000 | Premios BMI Latino            | Premio a la composición               | «No me dejes de querer»               | [93]      |
| 2000 | Premios BMI Latino            | Compositor del año                    | Ella misma                            | [93]      |
| 2000 | Billboard Latin Music Awards  | Mejor sencillo de baile latino        | «Santo Santo» (con Só Pra Contrariar) | [94]      |
| 2000 | Premios Grammy Latinos        | Mejor video musical de formato corto  | «No me dejes de querer»               |           |
| 2001 | Premios Grammy                | Mejor álbum tradicional tropical      | Alma caribeña                         |           |
| 2001 | Billboard Latin Music Awards  | Álbum tropical del año femenino       | Alma caribeña                         | [95]      |
| 2003 | Premios BMI Latino            | Premio a la composición               | «Whenever, Wherever» (de Shakira)     | [96]      |
| 2004 | Billboard Latin Music Awards  | Sencillo Pop Airplay del año          | «Hoy»                                 |           |
| 2004 | Premios Orgullosamente Latino | Artista femenina del año              | Ella misma                            |           |
| 2004 | Premios Orgullosamente Latino | Canción del año                       | «Hoy»                                 |           |
| 2004 | Premio Lo Nuestro             | Canción tropical                      | «Hoy»                                 |           |
| 2004 | Premio Lo Nuestro             | Artista femenina pop                  | Ella misma                            |           |
| 2005 | Billboard Latin Music Awards  | Sencillo Tropical Airplay del año     | «Tu fotografía»                       | [97]      |
| 2005 | Premios Orgullosamente Latino | Trayectoria latina                    | Gloria Estefan                        |           |
| 2008 | Billboard Latin Music Awards  | Álbum tropical del año                | 90 millas                             | [98]      |
| 2008 | Billboard Latin Music Awards  | Sencillo Airplay del año              | «No llores»                           | [98]      |
| 2008 | Premios Grammy Latinos        | Persona del año                       | Ella misma                            | [99][100] |
| 2008 | Premios Grammy Latinos        | Mejor álbum tropical del año          | 90 millas                             | [99][100] |
| 2008 | Premios Grammy Latinos        | Mejor canción tropical del año        | «Píntame de colores»                  | [99][100] |
| 2008 | Premios Lo Nuestro            | Artista femenina pop                  | Ella misma                            |           |
| 2008 | Premios Lo Nuestro            | Mejor álbum pop                       | 90 millas                             |           |
| 2008 | Premios Lo Nuestro            | Premio a la trayectoria               | Ella misma                            |           |
| 2009 | Premios BMI                   | Icono del año                         | Ella misma                            | [101]     |
| 2011 | Billboard Latin Music Awards  | Espíritu de esperanza                 | Ella misma                            | [102]     |
| 2013 | Premios Ondas                 | Ondas Especial de la Música           | Ella misma                            | [103]     |
| 2021 | Premios Grammy Latinos        | Mejor álbum tropical contemporáneo    | Brazil305                             | [104]     |
Notas
En la tabla de premios únicamente se encuentran títulos en los cuales la artista fue electa ganadora.

## Filmografía
Gloria Estefan actuó también en dos películas: Música del corazón (1999), dirigida por Wes Craven y protagonizada por Meryl Streep, y For Love or Country: The Arturo Sandoval Story (2000), dirigida por Joseph Sargent y protagonizada por Andy García.[cita requerida]
En 2021 hizo un papel de voz en la película animada Vivo, dirigida por Kirk DeMicco y distribuida por Netflix. Allí interpretó a Marta Sandoval.